# Kurówka
La Kurówka è un fiume della Polonia, affluente di destra della Vistola.

## Descrizione

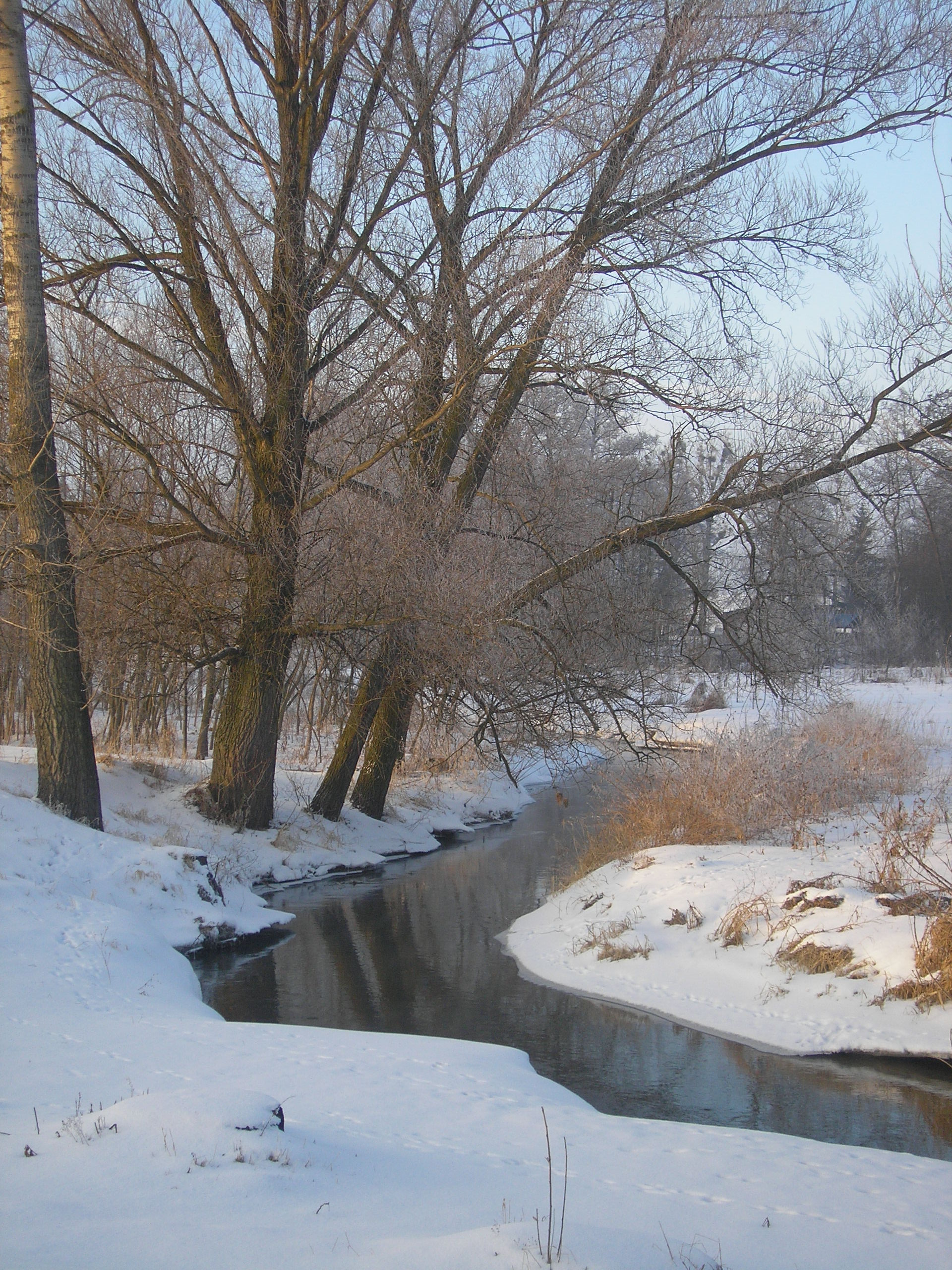
La Kurówka a Chrząchów nel marzo 2006.

Il fiume scorre attraverso i comuni di Garbów, Markuszów, Kurów, Końskowola e Puławy, dove sfocia nella Vistola.
Poiché il fiume funge da principale fornitore di acqua per un'azienda produttrice di azoto a Puławy, è stato canalizzato e separato dalla Vistola da un sistema di dighe e chiuse. Oltre a corsi d'acqua più piccoli, il fiume ha due importanti affluenti, la Białka e la Garbówka.
A causa della presenza di diverse attività industriali nel bacino del fiume, le acque sono state caratterizzate da elevati livelli di inquinamento a partire dal dopoguerra. Grazie ad interventi mirati alla gestione delle acque reflue di queste attività, la qualità del corso d'acqua è migliorata significativamente, permettendo la nuova diffusione di alcune specie ittiche come la trota fario.